# Jacek Rybczyński (artysta)
Jacek Maria Rybczyński (ur. 16 lipca 1939 w Poznaniu, zm. 3 lipca 2016 w Kłodzku) – pseudonim artystyczny „JAZZEK”. Polski grafik, rysownik, pedagog i animator życia kulturalno-artystycznego. Studiował grafikę w Państwowej Wyższej Szkole Sztuk Plastycznych w Poznaniu na Wydziale Malarstwa i Rysunku oraz w Akademii Sztuk Pięknych w Krakowie (Oddział w Katowicach).